# Сложна браћа — Next Đeneration (1. сезона)

## 1. сезона (2022)
| Бр. у серији | Бр. у сезони | Назив                | Редитељ                           | Сценариста                    | Премијерно емитовање |
| --- | ------------ | -------------------- | --------------------------------- | ----------------------------- | -------------------- |
| 1 | 1            | 7Г плус              | Неле Карајлић, Милорад Милинковић | Неле Карајлић, Срђан Јанковић | 4. јануар 2022.      |
| Два наша гастарбајтера, привремено запослена у Швајцарској, игром случаја долазе у посед најновије технологије назване 7Г плус. Не знају тачно шта је то, али знају да је веома значајно и да га могу продати за велике паре. Терен идеалан за продају те нове технологије је кафана “Сложна Браћа” у Босни и Херцеговини, под контролом Уједињених нација, на размеђу два ентитета. У њој се свакодневно обављају трговинске операције у којима осим домаћина Кемала Халимића и представника привредне коморе Федерације Неџада Халимића учествују и представници друга два конститутивна народа, Викторија Ћошко и Динко Обло са Хрватске и Славко Брђанин и Милан Теодоровић Гиле са српске стране. Све три стране добијају информацију о украденој технологији и о месту и сату доласка човека који ће им ту технологију продати. Све три стране свесне су значаја те технологије и имају намеру да је приграбе себи. Свака од страна, међутим, добила је различите индикације о томе како ће им се представити човек са робом. Једни имају информацију да ће дотични носити црвене ципеле, други да ће имати два сата на једној руци, а трећи да ће наручити десет у пола с луком. Међутим, популарна група Билдерберг, долази у кафану Сложна браћа и због несугласица сви су мислили да неко од њих може да донесе 7Г плус, али зезнули су се... |              |                      |                                   |                               |                      |
| 2 | 2            | Кладионица           | Неле Карајлић, Милорад Милинковић | Неле Карајлић, Срђан Јанковић | 5. јануар 2022.      |
| Један популарни фудбалер из Босне коме је име Угљеша Шолаја, долази у кафану Сложна браћа, он је био Милијев бивши тренер који се спрема ускоро да заигра. Код Хрвата се нешто крчка, Викица је смислила, да од Динковог оца узму паре за које су слагали за шта им требају. Динков отац је пристао јер су они слагали да Динко треба да плати рачун да му не би искључили телефон. Али, њима су требале паре за клађење, Викица је позвала на састанак Брђанина и Гилета, њих двојицу је некако исто убедила да се кладе, како би узели неки евро. За то време Ђани од свог великог пријатеља Бомбе, сазнаје да се отворила фабрика за производњу батерија електричних аутомобила, и још нешто да се они ускоро пуштају у продају. Он то саопштава Кемици, и наговара га да зовне Изуб ефендију да му уплати паре на рачун пошто радници нису примили плате (а неће их ни примити)... Али онда они почињу да зарађују паре на некој апликацији сличној Бинетексу, међутим дешава се незгода, Светска здравствена организација (СЗО) је покренула петицију против производње тих батерија која ће на крају Ђанију и Кемици покварити планове. Након неког времена код Викице, Динка и осталих све је било у реду, док Угљеша није ушао на терен и дао гол, и њима покварио план за зараду...                                                            |              |                      |                                   |                               |                      |
| 3 | 3            | Животно осигурање    | Неле Карајлић, Милорад Милинковић | Неле Карајлић, Срђан Јанковић | 6. јануар 2022.      |
| Кемица од УН-а (Уједињених нација), добија уговор који је заправо рачун који треба да плати. У том уговору пише да је то дуг за 30 година, рачун за струју, воду...итд, од 100.000 долара, Кемица касније од Милија који је протабиљио рачун сазнаје да није у доларима него у динарима. Међутим, у кафану Сложна Браћа, долази специјална резервација, долази Ђордан са својом женом Мојцом Педерли ради јела и сексуалног односа у Кемициној канцеларији. Након њиховог односа, у канцеларију улази Мили који испод тепиха проналази Ђорданов телефон са поверљивим информацијама. Кемица сазнаје за животно осигурање свога оца где пише да се осигуранику исплаћује, 20.000 долара за повређену ногу, 50.000 за око, 60.000 за руку, а за смрт 1.000.000 долара. Он одлучује да помоћу Ђанијевог и Бомбиног плана уради лажирање смрти, добије паре и оде у другу државу, али долази Ђордан са својом женом и сазнаје да је изгубио телефон током односа и скоро пред скандал Кемица устаје и даје му телефон, и онда од осигурања није било ништа. |              |                      |                                   |                               |                      |
| 4 | 4            | Фудбал               | Неле Карајлић, Милорад Милинковић | Неле Карајлић, Срђан Јанковић | 10. јануар 2022.     |
| Радица покушава да наговори Милија да оду у Шпанију, али он то не жели. Бомба убеђује Ђанија да рекламира копачке, које он није могао да прода. Ђанију Чорба даје савет да мора прво да нађе играча. Међутим, Ђани улази у кафану и са врата види како Мили пимпује поморанџу. Онда наговара Кемицу да Мили почне да игра фудбал као пре, како би га они одвојили од Радице. Викица зове Мамића који инсистира да Мили заигра у Београду, све три стране се састају и онда Гиле зове Тумбу и Хаљимија да их наговори да приме Милија у Партизан, а Брђанин Дулета Савића да га наговори да прими Милија у Црвену Звезду. Пред сами крај утакмице нерешено је 0:0, затим судија одсвира пенал који треба Мили да изведе, Мили кад је требао да да гол одвеже пертле, шута, и спада му копачка са ноге. Касније када се вратио у кафану признаје Радици да је намерно одвезао пертле како не би отишао у иностранство јер жели да остане у Босни (и додаје да у Босни лежи будућност), Нана му честита и исприча неку занимљивост од друга Тита. |              |                      |                                   |                               |                      |
| 5 | 5            | Операција Леверкузен | Неле Карајлић, Милорад Милинковић | Неле Карајлић, Срђан Јанковић | 11. јануар 2022.     |
| Радица је на ТВ-у видела Душица Разум ТВ шоу, у њему је тренутна тема како препознати да вас ваш партнер вара. Она мисли да је Мили вара, али он заправо чека стољњаке који касне са доставом. Кемицу на телефон зове Изуб ефендија, да га подсети да треба да прими робу 7Г плус. Мили и Радица се свађају, па Кемица као запршку додаје то да је Мили јурио неку Амелу. Срби и Хрвати се боре око тога ко ће први стићи до лекова. Гиле заборавља телефон на пуњачу у кафани и грешком узима Милијев, затим Хрвати и Муслимани узимају његов телефон и кажу да Срби не желе да преузму лекове. Радица је мислила да је тај телефон Милијев, пошто, на телефонском позиву пише Моја љубав 2 (Гилетова девојка), пошто се није јавила на телефон, заказује састанак са Гилетовом девојком у 21:00 који неће изаћи на добро... Стигли су стољњаци за Милија, али пошто нико од њих (Срба, Хрвата и Муслимана) не разуме немачки мисле да су стигли лекови али нису. Сви остају на журци у кафани, Кемица наређује Чорби да не сме никог да пусти у кафану, стиже достављач са лековима и Чорба га отера. |              |                      |                                   |                               |                      |
| 6 | 6            | Тајландска ваза      | Неле Карајлић, Милорад Милинковић | Неле Карајлић, Срђан Јанковић | 12. јануар 2022.     |
| Приватна журка ММФ-а је била у кафани Сложна браћа и нестала је ваза вредна милион евра. Срби су дошли у кафану, а Гиле је одмах уочио вазу и Кемица му је рекао да може да је узме. Касније му Ђани саопштава шта је урадио и рекао му је да им тражи вазу назад. Онда су се договорили да заједно зараде пара од вазе. Затим почиње свађа и Брђанин је случајно поломио вазу. Онда сазнају да је сад када је поломљена још вреднија. Динков отац је Динку отворио самоуслужну агенцију за чишћење али они не долазе код Кемице да чисте. Након што су дошли један од њих је нашао вазу и рекао то Динку, али је он рекао да је баце. |              |                      |                                   |                               |                      |
| 7 | 7            | Рутери Ултра I део   | Неле Карајлић, Милорад Милинковић | Неле Карајлић, Срђан Јанковић | 13. јануар 2022.     |
| Мили и Радица су решили да подмите Кемицу папагајем пошто он воли животиње и узму му 10.000 марака које им је обећао за реновирање кафане. Кемица је као донацију од ЕУ (Европске Уније) добио нов ауто Ауди који су такође добили и Срби. Кемицу је назвала на телефон његова бивша пријатељица Белма у коју је био заљубљен и уговорили су састанак. Док је Ђани седео у кафани, дошли су Хрвати и нуде му пословну сарадњу. Треба да рекламира њихов детерџент који нису могли да продају на шта он једва пристаје када сазна да он садржи триацин (убија све бактерије и вирусе). Срби и Хрвати уговарају посао са рутерима ултра које треба да продају где они желе. Ђани зове Бомбу да му набави апарат помоћу којег се људи заразе он неке болести, али не умиру. Лек против тог вируса је детерџент Евераменте Бјанко који у себи садржи триацин. |              |                      |                                   |                               |                      |
| 8 | 8            | Рутери Ултра II део  | Неле Карајлић, Милорад Милинковић | Неле Карајлић, Срђан Јанковић | 17. јануар 2022.     |
| Ђани је назвао Кемицу и ставио је свог пријатеља Веска да глуми Незира како би га наговорио да му да Ауди. Сада настаје збрка, зато што је исто и Гилетов другар Жика информација поставио по свим порталима вест о вирусу који је требао да објави Бомба. Кемица је отишао да уплати 10.000 марака за посао с вирусом. Стигао је апарат који покреће вирус, али Ђани (случајно) говори Кемици да је црвено за активирање а зелено за уништење. У задњи тренутак га је назвао да му се извини, али му се он није јавио. На крају Мили, мислећи да је то даљински од климе, грешком притиснуо црвено дугме. |              |                      |                                   |                               |                      |
| 9 | 9            | Машина за снове      | Неле Карајлић, Милорад Милинковић | Неле Карајлић, Срђан Јанковић | 18. јануар 2022.     |
| Мили је набавио Смарт (паметну) машину која у свету ради све ствари у кафани, али је он још није схватио. У кафану је дошао господин Јаворшек из ЕУ како би га они убедили да је боља грађевина од екологије. Бомба је Ђанију доставио машину за снове, и када је ставе близу Јаворшека док спава, он би требао да промени мишљење. Мили је зезнуо ствар, тако што је рекао Смарт машини да преокрене све и Јаворшек је остао на истом мишљењу. |              |                      |                                   |                               |                      |
| 10 | 10           | Обала Слоноваче      | Неле Карајлић, Милорад Милинковић | Неле Карајлић, Срђан Јанковић | 19. јануар 2022.     |
| Мили је детету из Обале Слоноваче уплатио 100 марака и сви су га зезали. Кемица, Ђани, и остали пишу претеће писмо свим привредним субјектима у којем кажу да ако за 3 дана не уплате 60€ добиће казну и мораће да уплате 230% више. Касније, Мили им отвара апликацију и таман кад је требао да укуца жиро рачун, ветар је отворио прозор у Кемициној канцеларији и Мили је побркао жиро рачуне. Све паре, 300.000 евра отишле су девојчици којој је Мили донирао паре. |              |                      |                                   |                               |                      |
| 11 | 11           | Пјесма Евровизије    | Неле Карајлић, Милорад Милинковић | Неле Карајлић, Срђан Јанковић | 20. јануар 2022.     |
| Чорба је чуо како Радица пјева, и предложио јој да је сними за своје фоловере. Радица је набавила папире да иду за Канаду, али Мили не жели да иде, Мили покушава да је убеди да не иду тако што јој је рекао за неку што је добила милион евра али није оставила контакт. Бомба и Ђани траже певачицу за Евровизију, али Ђани при улазу у кафану је чуо Радицу како пева и предложио јој да пева на Евровизији. Срби дугују Кеми и Ђанију паре за сир па су кренули да се договоре са Кемицом. Ђани се договара са Кемом ако им то успе да ће раставити њу од Милија. Срби раде компензацију са Кемом да им одбије дуг за сир ако им они дадну 12 бодова за Евровизију. Сви су се скупили и слушају како Радица пева. У жирију је Гоца Тржан која треба да потпише да Радица крене на Евровизију, али није хтела да потпише. Гиле је позвао пријатељицу која зна да изимитира потписе и потписала је се као Гоца Тржан. Дошао је Кнез да научи Радицу да игра. Али, нису ставили контакт и Радица није наступила. |              |                      |                                   |                               |                      |
| 12 | 12           | Маскембал            | Неле Карајлић, Милорад Милинковић | Неле Карајлић, Срђан Јанковић | 24. јануар 2022.     |
| Све три стране су обавештене да ће доћи човек са ретком врстом дивље мачке (Конколор Кабрере). Ђани наговара Кему да откаже маскембал али он не жели. Шефови им говоре да треба да сарађују. Чорба је свим гостима дао исту маску и сада су сви кренули да траже човека за 7Г плус, али им је Мили рекао да нико међу њима није ставио ту маску. Кемица Чорби даје наређење да сваког који изађе из кафане слика без маске. Они су питали Милија да препозна тог човека и пита га да дође за њихов сто. Договорили су се и дали му паре. Чорба га је активирао и сви су нестали, касније су на врата ушли Миљенко и Мањина, а Нана је се заглавила у времену. |              |                      |                                   |                               |                      |